# Orde van de Heilige Geest
De Orde van de Heilige Geest (Frans: "Ordre du Saint-Esprit") was de belangrijkste ridderorde van Frankrijk en een van de meest geziene orden in Europa.
De Orde van de Heilige Geest moet niet verward worden met de middeleeuwse ordes van de Heilige Geestbroeders van Saksen, de Orde van de Heilige Geest van Montpellier en de Congregatie van de Heilige Geest.

## Geschiedenis
De orde werd in december 1578 door de Franse koning Hendrik III gesticht om aan de drie weldaden te herinneren die hem met Pinksteren ten deel vielen. Hendrik werd met Pinksteren 1551 geboren, op de pinksterdagen van 1573 de koning van Polen en in 1574 de koning van Frankrijk.
Toen Hendrik III in 1578 de Franse troon besteeg was de Orde van de Heilige Michaël in veler ogen een waardeloos ding. De koning besloot daarom om een nieuwe orde, de Orde van de Heilige Geest, te stichten maar decreteerde dat alleen de Ridders in de Orde van de Heilige Michaël daarin konden worden benoemd.
Vanaf die dag zien we in veel adellijke wapens in Frankrijk de twee ketenen van de beide orden om het wapenschild hangen. Zoals gebruikelijk hangt de keten van de voornamere Orde van de Heilige Geest onderaan. Wie alleen ridder in de Orde van de Heilige Michaël was noemde zich nu "Chevalier de l'Ordre du Roy" wie beide orden bezat was "Chevalier des Ordres du Roy". Wanneer een ridder in de Orde van de Heilige Lodewijk ook de Orde van de Heilige Geest bezat duidde hij dat aan door een rode strik, de kleur van het lint van de militaire onderscheiding, op het lint van de Orde van de Heilige Geest te dragen.
Na een periode van bloei die meer dan twee eeuwen aangehouden had werd de orde door de Republiek Frankrijk in 1792 afgeschaft; in een revolutionaire staat met de slagzin "Liberté, Égalité, Fraternité" paste een dergelijke orde, die eerder de gunst van de koning benadrukte dan verdiensten beloonde, niet. Lodewijk XVIII bleef in zijn Engelse ballingschap zijn ordekruis dragen en verleende tussen 1795 en zijn daadwerkelijke ambtsaanvaarding in 1814 ook kruisen in deze orde.
In Frankrijk werd de koning na de restauratie van het regime van de Bourbons geconfronteerd met het populaire en zeer omvangrijke "Legioen van Eer", een door Napoleon I ingestelde beloning.
De koning had geen keus dan dit legioen in aangepaste vorm te behouden maar stelde vast dat de Orde van de Heilige Geest weer de eerste orde van Frankrijk was.
Toen zijn broer en opvolger Karel X in 1830 werd verjaagd kwam er ook een einde aan de Orde van de Heilige Geest. De orde is een van de historische orden van Frankrijk.
In 1830 werd de orde dus na wéér een revolutie definitief afgeschaft, al was in 2006 in "Vues et Images" een trouwfoto te zien van een prins uit het huis Bourbon met de ster en het blauwe lint van deze orde. Zag hij de orde als een Huisorde?

## Klassen
De koning van Frankrijk was de grootmeester van de orde, daarnaast waren er drie klassen:
- de acht commandeurs (In de eerste jaren van de orde waren dat vier kardinalen en vier aartsbisschopen, bisschopen of prelaten. In latere jaren acht bisschoppen of prelaten zoals abten), terwijl de groot-aalmoezenier van Frankrijk (Grand Aumônier de France) uit hoofde van zijn functie commandeur was.

Deze acht commandeurs droegen hun kleinood niet aan een grootlint over de schouder of aan een keten omdat dat onverenigbaar werd geacht met hun dracht als geestelijke. Zij droegen het versiersel van de orde steeds aan een breed lint om de hals.
- de vier officieren commandeur, dat waren de kanselier en zegelbewaarder (Chancelier et Garde des Sceaux), de ceremoniemeester (Prévôt et Maître des Cérémonies), de thesaurier of schatbewaarder (Grand Trésorier) en de secretaris (Greffier). Deze vier officiers commandeurs werden geassisteerd door de officieren (Intendant, Généaloog, Huissier, Historicus enzovoort).
- De honderd ridders (chevaliers).

## Kandidaten
De orde werd verleend aan de hofadel en aan een aantal verdienstelijke militairen en staatslieden. Daarbij ging het vooral om het adeldom en veel minder om verdienste. De honderd ridders in de orde werden soms als ridder geboren, anderen werden op voordracht van de leden van de koninklijke familie, die het recht hadden om een aantal voordrachten te doen, benoemd. De koning benoemde zijn favorieten in de orde.
- De troonopvolger, de (Dauphin) genaamd, en de kinderen van de koning (Enfants de France) waren vanaf hun geboorte ridder en werden zelfs als zuigelingen al met de orde geportretteerd. Dames werden niet in de Orde opgenomen maar Louise de La Vallière, de maîtresse van de zonnekoning, versierde haar kleding wel met linten in de kleur van de Orde. De Koning maakte geen bezwaar tegen deze gril die door anderen als een brutaliteit werd opgevat.
- De prinsen van den Bloede (leden van de familie Bourbon) werden op hun twaalfde verjaardag ridder in de Orde van de Heilige Geest.
- Prinsen van den Bloede die niet afstamden van Hendrik IV (de hertogen van Conti en Condé-Bourbon werden op hun 16e verjaardag in de orde opgenomen.
- Buitenlandse prinsen uit regerende huizen konden op hun 25e verjaardag in de orde worden benoemd.
- Alle andere ridders moesten 35 jaar oud en katholiek zijn. Zij moesten allen aan kunnen tonen dat zij zestien kwartieren bezaten, dat wil zeggen dat alle overgrootouders van adel waren. De Grootaalmoezenier en de officieren waren van deze laatste eis vrijgesteld.
- Opname in de orde wegens verdienste of via relaties in plaats van hoge afkomst werd niet alom geapprecieerd: Saint-Simon klaagt over de promotie van 1688, waar Monsieur, de broer van de koning, intrigeert om zijn hovelingen (d'Effiat, Châtillon en d'Étampes) te doen opnemen. Toen Lodewijk XV in 1724 een aantal gunstelingen van lagere adel opnam, klaagde Saint-Simon dat nu ook de hond, de kat en de rat in de orde waren toegelaten[1]. Er was een achterpoortje voor lage adel: de groot-schatbewaarder en de secretaris-griffier van de orde werden ook in de orde opgenomen, zelfs al waren zij niet van hoge afkomst (zo kwam Colbert in de Orde). Maar die ontsnapten niet aan het misprijzen: toen de broer van Madame de Pompadour, Abel-François Poisson, griffier werd en het blauwe lint kreeg werd er gespot "wat een klein visje om in het blauw te komen"[2].

## Versierselen
Het ordeteken was een gouden, wit geëmailleerd kruis met acht gouden knoppen op de punten en gouden lelies tussen de armen. Op het groene medaillon was een zilveren duif, symbool van de Heilige Geest aangebracht. De keerzijde vertoonde de aartsengel Michaël. 
Het Devies van de orde was: "duce et auspice". De Orde werd aan een breed hemelsblauw lint over de rechterschouder gedragen zodat het kruis op de linkerheup hing. Aan deze opvallende kleur dankt de orde dan ook haar bijnaam Cordon bleu.
De "ster" van de orde werd in de 18e en vroege 19e eeuw altijd geborduurd, al zijn er ook enige massief zilveren sterren bewaard gebleven. Ook deze ster liet de duif van de Heilige Geest zien op een Maltezer kruis met lelies tussen de armen. De geestelijken droegen hun ridderkruis steeds aan een breed lint om de hals en droegen geen ster.
De ridders droegen bij plechtigheden van de orde en bij de grote ceremonieën van het Franse hof ook een schitterende keten die uit drie verschillende schakels bestond: Gouden lelies ("Fleurs de Lys"), trofeeën en het Koninklijke monogram "H". Het kruis van de orde werd dan aan de keten gedragen.
De orde bezat ook voorgeschreven ordekleding die uit schoenen, pofbroek, wambuis, mantel en hoed met veren bestond.
In de heraldiek ziet men de keten van de Orde vaak om een wapenschild van een ridder hangen.

## Plechtigheden
Ieder jaar hielden de ridders met Pinksteren een plechtige processie, daarna werd er een mis opgedragen.